# Coordenadas eclípticas

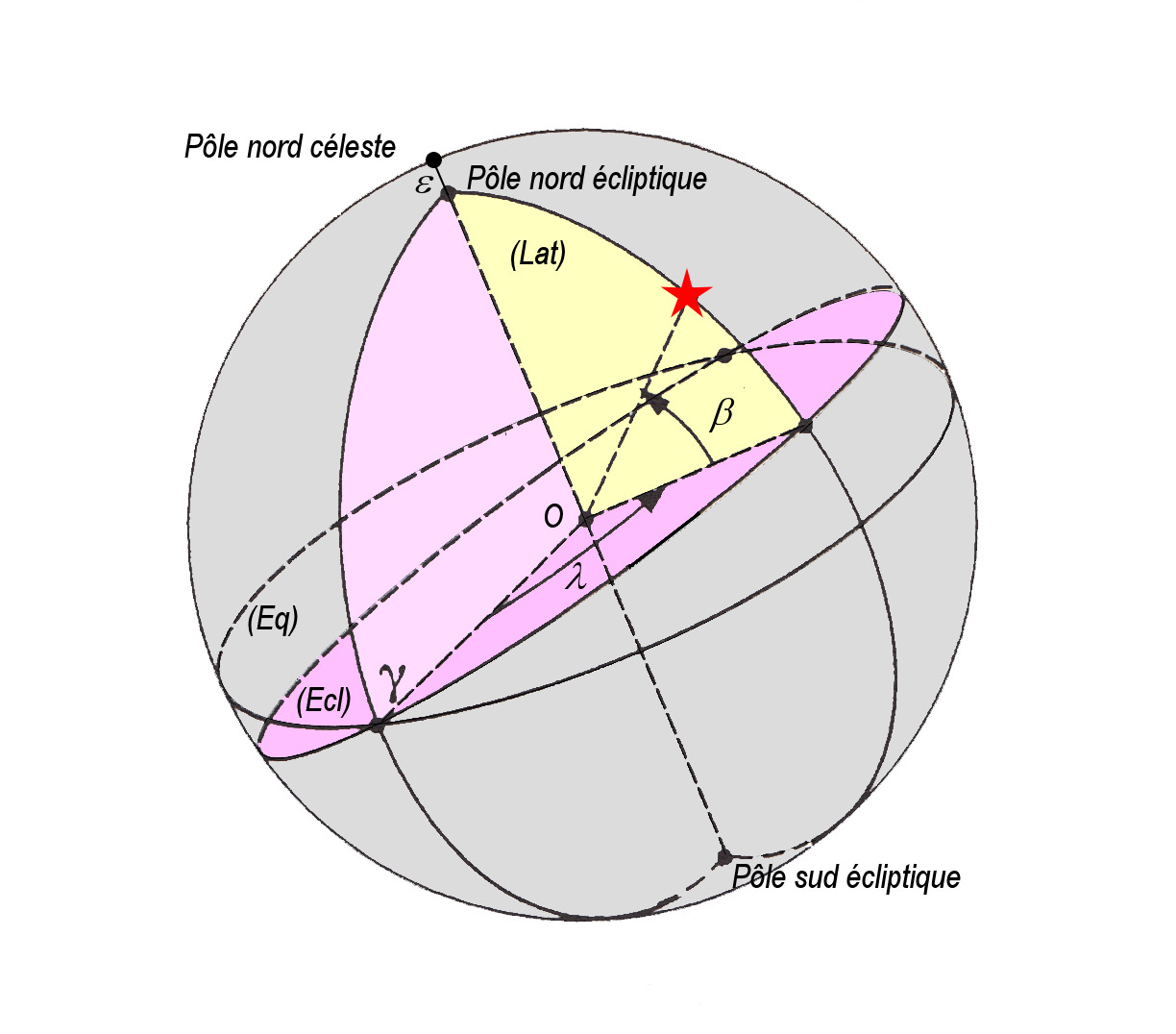
Sistema de coordenadas eclípticas

Las coordenadas eclípticas son un sistema de coordenadas celestes que permiten determinar la posición de un objeto celeste respecto al plano de la eclíptica y al Punto Aries.
El Sol merced al movimiento real de la Tierra describe una trayectoria aparente sobre la esfera celeste denominada, al igual que el plano que la contiene, eclíptica. A la línea perpendicular a dicho plano se le llama eje de la eclíptica, mientras que oblicuidad de la Eclíptica es el ángulo que forma la eclíptica con el ecuador celeste. Actualmente vale 23°27′.
La línea de equinoccios es la intersección del ecuador con la eclíptica. La intersección de esta línea con la esfera celeste determina los puntos equinocciales. Se llama punto vernal o punto Aries, al punto donde se proyecta el Sol al pasar del hemisferio sur al norte. 
El triedro de referencia formado por la Línea de Equinoccios (eje x'), la línea de solsticios (eje y'), y el eje de la eclíptica (eje z') en el sentido hacia el Norte se llama sistema de referencia eclíptico. 
Las dos coordenadas son la longitud celeste, medida sobre la eclíptica a partir del punto Aries y en sentido directo o antihorario, y la latitud celeste que es el ángulo que el astro forma con la eclíptica. 
Hay dos tipos de coordenadas eclípticas: las coordenadas eclípticas geocéntricas y las coordenadas eclípticas heliocéntricas.
- Datos: Q500348
- Multimedia: Ecliptic coordinate system / Q500348